# 스테로포돈과
스테로포돈과(Steropodontidae)는 단공류에 속하는 과 중 하나로, 백악기 전기에 호주에 서식했던 단공류이다.
두 개의 속이 속해 있는데, 이는 아래쪽 어금니의 유사성으로 인해 임시로 속해있는 것이다.

## 참고 자료
- Rich et al. 2001. Monotreme nature of the Early Cretaceous mammal Teinolophos. Acta Paleontologica Polonica. 46:113-118